# Vattenstämpel
För växten, se vattenmärke. För verktyget man mäter vattenstånd med, se pegel

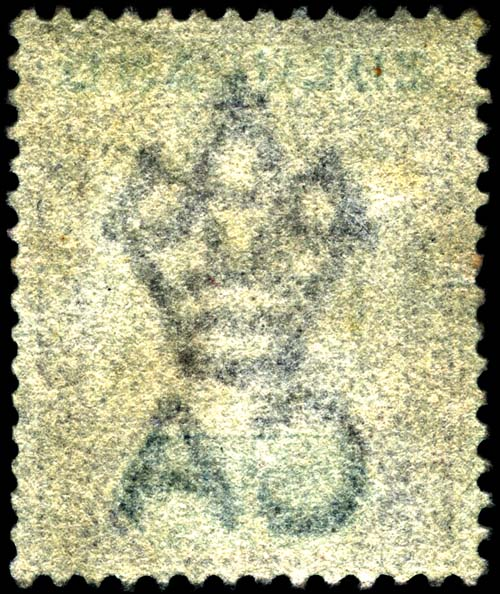
Vattenmärke på ett frimärke från de brittiska kolonierna, använt från 1880-talet till 1920-talet.

Vattenstämpel eller vattenmärke är en märkning av papper som utgörs av en förtunning eller förtjockning av papperet. Det kan oftast ses enklast då papperets hålls framför en ljuskälla och består ofta av bokstäver, linjer eller figurer. Vattenmärket kan exempelvis utgöras av namnet på företaget som tillverkat papperet. Det är vanligare i papper av högre kvalitet, t.ex. arkivvärdigt papper. Andra märkningar kan förekomma, till exempel logotyper, eller kvalitetsbeteckningar. Vattenmärke används som säkerhetsmärke i sedelpapper.

## Tillverkning
Vattenmärket skapas oftast genom att den viraduk som pappersmassan samlas upp på förses med ett mönster i tunn tråd. Det mönster som tråden bildar åstadkommer en förtunning i papperet. Förtunningen framträder som en ljus linje om man håller papperet mot ljuset. Vid tillverkning av sedelpapper används en mera komplicerad metod att åstadkomma steglösa förändringar i virans yta. På så sätt kan man skapa förtjockningar i papperet. Dessa framstår som mörkare partier när man håller papperet (sedeln) mot ljuset.

## Digital vattenstämpel

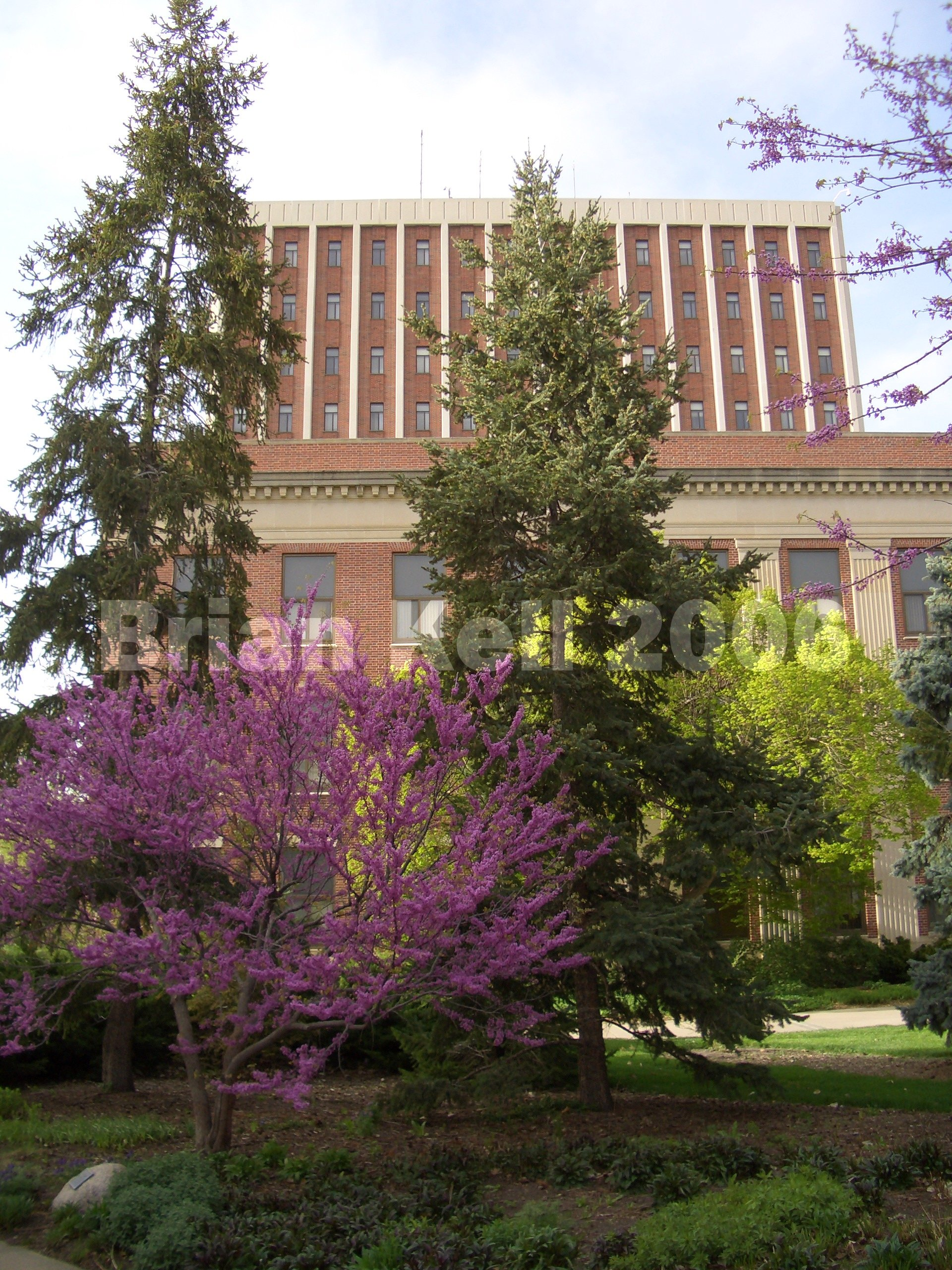
Bild med synlig digital vattenstämpel, som utläses "Brian Kell 2006".

Digital vattenstämpling eller digital vattenmärkning är processen av en möjlig oåterkallelig inbäddning av information till en digital signal. Signalen kan till exempel vara ljud, bilder eller videoklipp. Om signalen kopieras, kopieras även informationen i kopian. Synlig vattenstämpling är när informationen är synlig i en bild eller ett videoklipp. Vanligtvis består då informationen av text eller en logotyp vilket identifierar vem som äger mediet

### Vattenstämplar i HTML
Inom webbdesign betyder en vattenstämpel en märkning av bakgrund, likt ett kopieringsskydd. Den åstadkoms på skärmen som en färgförändring och på utskrifter som en med färg skapad bild. Denna typ av märkning är inte annat än till namnet släkt med "riktiga" vattenmärken.